# Франсис, Вайлон
Вайло́н Дуэ́йн Фра́нсис Бокс (исп. Waylon Dwayne Francis Box; 20 сентября 1990, Лимон, Коста-Рика) — коста-риканский футболист, левый защитник сборной Коста-Рики.

## Клубная карьера
Франсис воспитанник клуба «Саприсса». В 2010 году он начал профессиональную карьеру в команде «Брухас». 13 января 2011 года в матче против «Баррио Мехико» Вайлон дебютировал в чемпионате Коста-Рики. Летом того же года он перешёл в клуб из родного города «Лимон». 31 июля в поединке против «Ориона» Франсис дебютировал за новый клуб. По окончании сезона Вайлон покинул команду и перешёл в «Эредиано». 19 января 2012 года в матче против своего бывшего клуба «Лимон» он дебютировал за новый клуб. 26 августа 2013 года в поединке против «Сантос де Гуапилес» забил свой первый гол в чемпионате. В 2013 году Вайлон стал чемпионом в составе «Эредиано».
26 ноября 2013 года Франсис подписал контракт с американским клубом «Коламбус Крю». 8 марта 2014 года в матче стартового тура сезона против «Ди Си Юнайтед» он дебютировал в MLS. Франсис был отобран на Матч всех звёзд MLS 2015, в котором звёздам MLS противостоял английский «Тоттенхэм Хотспур». Концовку сезона 2016 он пропустил из-за операции на правом плече, перенесённой в начале октября. По окончании сезона 2017 «Коламбус Крю» не продлил контракт с Франсисом.
14 декабря 2017 года права на Франсиса были приобретены «Сиэтл Саундерс» за $50 тыс. общих распределительных средств. За «Саундерс» он дебютировал 22 февраля 2018 года в первом матче 1/8 финала Лиги чемпионов КОНКАКАФ против сальвадорской «Санта-Теклы».
5 февраля 2019 года Франсис вернулся в «Коламбус Крю», который заплатил за него $50 тыс. общих распределительных средств. По окончании сезона 2020 контракт Франсиса с «Коламбус Крю» истёк, но 6 января 2021 года клуб переподписал игрока. По окончании сезона 2021 «Коламбус Крю» не стал продлевать контракт с Франсисом.

## Международная карьера
В 2013 году Франсис попал в заявку национальной команды на участие в Центральноамериканском кубке 2013. 21 января в матче турнира против сборной Никарагуа он дебютировал за сборную Коста-Рики. Вайлон стал победителем соревнования.

## Достижения
Командные
 «Эредиано»
- Чемпион Коста-Рики: верано 2013

 «Коламбус Крю»
- Чемпион MLS (обладатель Кубка MLS): 2020

 Коста-Рика
- Обладатель Центральноамериканского кубка: 2013

Индивидуальные
- Участник Матча всех звёзд MLS: 2015